# Pelucha
Pelucha es un género monotípico de plantas con flores perteneciente a la familia de las asteráceas. Incluye una sola especie: Pelucha trifida,
 que es originaria de México.

## Taxonomía
Pelucha trifida fue descrita por Sereno Watson y publicado en Proceedings of the American Academy of Arts and Sciences 24: 55. 1889.